# 2000 en science
| Années de la science : 1997 - 1998 - 1999 - 2000 - 2001 - 2002 - 2003    |
| Décennies de la science : 1970 - 1980 - 1990 - 2000 - 2010 - 2020 - 2030 |

Cet article présente les faits marquants de l'année 2000 en science.

## Évènements
- 14 janvier : annonce du clonage réussi du macaque rhésus « Tétra »[1].
- 18 janvier : chute d'une météorite d'une masse initiale de 200 tonnes à Tagish Lake au Canada. Elle appartient à un nouveau type de chondrite carbonée[2].
- 10 février : le CERN annonce la mise en évidence expérimentale un plasma de quarks et de gluons[3].

- 30 septembre : le spéléologue Marc Delluc découvre en Dordogne la grotte de Cussac, une grotte ornée qui abrite plus de cent cinquante gravures paléolithiques attribuées au Gravettien[4].

## Publications
- Gerald Edelman et Giulio Tononi : A Universe of Consciousness: How Matter Becomes Imagination, (Basic Books, 2000, Reprint edition 2001).  (ISBN 978-0-465-01377-7)
- Thomas Samuel Kuhn : The Road Since Structure: Philosophical Essays, 1970-1993, posthume, Chicago, University of Chicago Press, 2000.  (ISBN 978-0-226-45798-7)

## Prix
- Prix Nobel

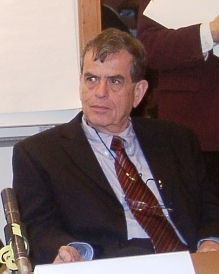
Aaron Ciechanover

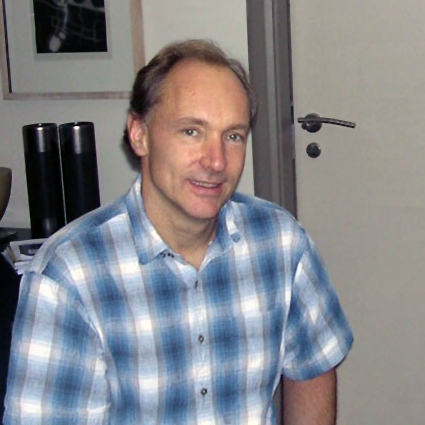
Tim Berners-Lee

  - Prix Nobel de physiologie ou médecine : Arvid Carlsson, Paul Greengard, Eric R. Kandel
  - Prix Nobel de physique : Jores Alferov, Herbert Kroemer, Jack S. Kilby
  - Prix Nobel de chimie : Alan Heeger, Alan G. MacDiarmid, Hideki Shirakawa

- Prix Lasker
  - Prix Albert-Lasker pour la recherche médicale fondamentale : Aaron Ciechanover, Avram Hershko, Alexander Varshavsky
  - Prix Albert-Lasker pour la recherche médicale clinique : Harvey Alter, Michael Houghton

- Médailles de la Royal Society
  - Médaille Buchanan : William Stanley Peart
  - Médaille Copley : Alan Battersby
  - Médaille Darwin : Brian Charlesworth
  - Médaille Davy : Steven Victor Ley (en)
  - Médaille Hughes : Chintamani Rao (en)
  - Médaille royale : Timothy Berners-Lee, Geoffrey Burnstock, Keith Usherwood Ingold
  - Médaille Rumford : Wilson Sibbett
  - Médaille Sylvester : Nigel Hitchin

- Médailles de la Geological Society of London
  - Médaille Lyell : Derek Ernest Gilmor Briggs
  - Médaille Murchison : David Headley Green (ru)
  - Médaille Wollaston : William Sefton Fyfe

- Prix Armand-Frappier : Jean-Guy Paquet
- Prix Jules-Janssen (astronomie) : Reinhard Genzel
- Prix Turing en informatique : Andrew Chi-Chih Yao
- Médaille Bruce (Astronomie) : Rashid Sunyaev
- Médaille Linnéenne : Bernard Verdcourt et Michael Claridge
- Médaille d'or du CNRS : Michel Lazdunski
- Grand Prix de l'Inserm : Arnold Munnich

## Décès

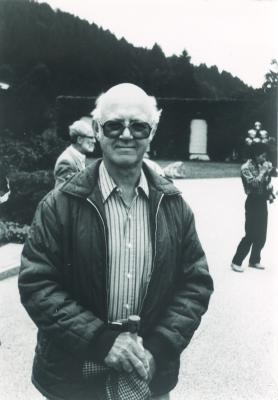
Richard Friederich Arens

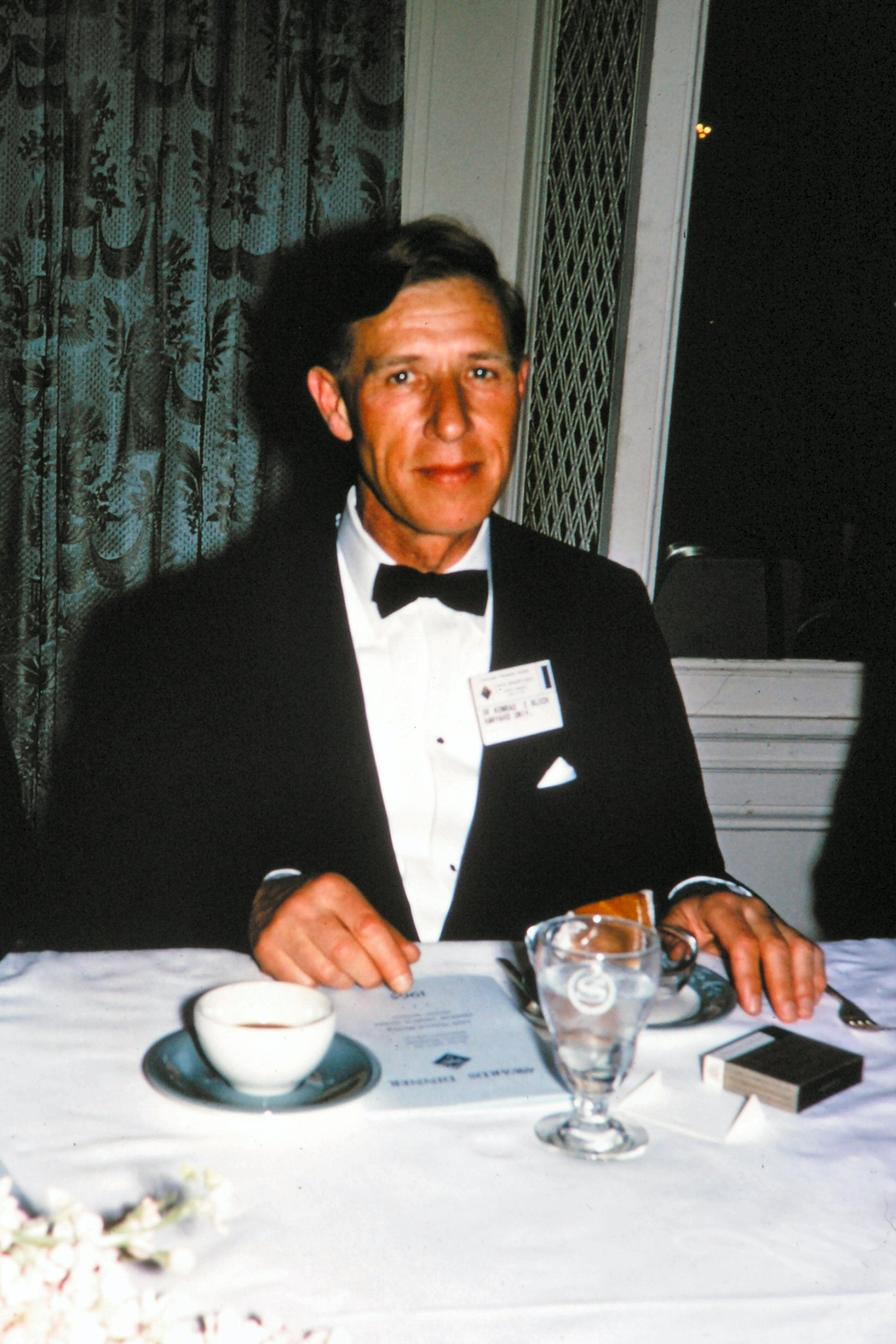
Konrad Bloch

- 4 janvier : Alfred Bohrmann (né en 1904), astronome allemand.
- 5 janvier : Carolyn Eisele (née en 1902), mathématicienne et historienne des mathématiques américaine.
- 11 janvier : François Ellenberger (né en 1915), géologue français.
- 14 janvier : Clifford Truesdell (né en 1919), mathématicien, mécanicien et historien des sciences américain.
- 19 janvier : George Ledyard Stebbins (né en 1906), généticien et botaniste américain.

- 1er février : Henry Mann (né en 1905), mathématicien et statisticien américain.
- 6 février : Klaus Wagner (né en 1910), mathématicien allemand.
- 29 février : Jean L'Helgouach (né en 1933), archéologue et préhistorien français.

- 5 mars : Jon Barwise (né en 1942), mathématicien, philosophe et logicien américain.

- 14 avril : Phil Katz (né en 1962), programmeur américain.
- 20 avril : Philip C. Keenan, astronome américain.
- 24 avril :
  - Lucien Le Cam (né en 1924), mathématicien français.
  - George Volkoff (né en 1914), physicien canadien.

- 1er mai : Jean Servier (né en 1918), ethnologue et historien français.
- 3 mai : Richard Friederich Arens (né en 1919), mathématicien américain.
- 4 mai : Hendrik Casimir (né en 1909), physicien néerlandais.
- 19 mai : Ievgueni Khrounov (né en 1933), cosmonaute soviétique.
- 28 mai : Donald Davies (né en 1924), informaticien, physicien et mathématicien gallois.
- 31 mai : Erich Kähler (né en 1906), mathématicien allemand.

- 2 juin : Gerald James Whitrow (né en 1912), mathématicien, astrophysicien et historien des sciences britannique.
- 24 juin : Walter Francis Penney (né en 1913), mathématicien et cryptographe américain, auteur du paradoxe de Penney.

- 3 juillet : 
  - André Guinier (né en 1911), physicien français.
  - Jean Heidmann (né en 1923), astronome français.
- 8 juillet : Marcel Lutz (né en 1908), archéologue français.
- 14 juillet : Marcus Oliphant (né en 1901), physicien australien.
- 16 juillet : Jean Vercoutter (né en 1911), égyptologue français.
- 26 juillet : John Tukey (né en 1915), statisticien américain.
- 31 juillet :
  - Hendrik Christoffel van de Hulst (né en 1918), astronome néerlandais.
  - Thomas Wolff (né en 1954), mathématicien américain.

- 6 août : Arthur Harold Stone (né en 1916), mathématicien britannique.
- 7 août : Georges Matheron (né en 1930), mathématicien et géologue français.
- 11 août : Françoise Beaucournu-Saguez (née en 1936), entomologiste française.
- 15 août : T. A. Sarasvati Amma (née en 1918), mathématicienne indienne.
- 19 août : D. G. Champernowne (né en 1912), statisticien britannique.
- 6 octobre : Per-Olov Löwdin (né en 1916), physicien et professeur suédois.
- 7 octobre : Leslie Kish (né en 1910), statisticien américain.
- 16 octobre :
  - Eric Barnes (né en 1924), mathématicien gallois-australien.
  - Paul Ruff (né en 1913), résistant, mathématicien et syndicaliste français.
- 19 octobre : Karl Stein (né en 1913), mathématicien allemand.
- 21 octobre : Georges Kalinowski (né en 1916), théoricien du droit, philosophe et logicien franco-polonais.

- 2 novembre : Michaël Herman (né en 1942), mathématicien franco-américain.
- 17 novembre :
  - William Joseph Murnane (né en 1945), égyptologue américain.
  - Louis Néel (né en 1904), physicien français, prix Nobel de physique en 1970.
- 20 novembre : Mike Muuss (né en 1958), informaticien américain.
- 28 novembre : Donald Dines Wall (né en 1921), mathématicien américain.

- 12 décembre : André Berthier (né en 1907), archéologue et archiviste français.
- 13 décembre : Pierre Demargne (né en 1903), historien et archéologue français.
- 15 décembre : Zygmunt William Birnbaum (né en 1903), mathématicien, mathématicien ukrainien.
- 23 décembre : Louis Leprince-Ringuet (né en 1901), physicien, ingénieur en télécommunications, historien des sciences et essayiste français.
- 25 décembre : Willard Van Orman Quine (né en 1908), philosophe et logicien américain.